# Société minière junior
Les sociétés minières junior sont des entreprises encore au stade de l'exploration, qui tablent sur un sous-sol assez riche pour être valorisé par des investisseurs sans avoir encore entamé la phase de production, pour des raisons d'environnement politique, juridique, social ou écologique.

## Vocation et caractéristiques
En général, ces petites entreprises font le travail préliminaire sur un site minier : exploration et études de faisabilité. On considère en général comme des compagnies junior celles valant moins de 500 millions de dollars, mais leur valeur est très spéculative. La plupart sont engagées dans des projets d’exploration, dont très peu aboutissent à une exploitation. Souvent dirigées par d'anciens employés de grandes compagnies, certaines sont rachetées par les grandes compagnies seniors à la veille de l’exploitation ou vendent les droits relatifs au projet à une grande entreprise qui a la capacité d’exploiter effectivement la mine.
D'autres reprennent des exploitations anciennes qui avaient été abandonnées, en particulier dans des pays développés où une législation a été mise en place pour obliger à assainir les sites après la fin de l’exploitation. L'exploitation minière est l’une des industries les plus polluantes du monde et selon l’inventaire des rejets toxiques des États-Unis, elle est de loin l’industrie qui produit le plus de produits chimiques toxiques dans le pays.

## Histoire
Au XIXe siècle, les premières sociétés minières junior étaient riches de promesse d'or et d'argent, deux métaux qui constituent encore la principale activité au sein de l'univers des sociétés juniors. Dans le domaine de l'or, les producteurs sont classés ainsi en trois catégories: les grandes entreprises, les intermédiaires, et les juniors.
Leurs détracteurs affirment qu'elles correspondent à la célèbre description qu’avait faite Mark Twain des mines d’or à l'époque de la Bourse de San Francisco: “un trou dans le sol avec un menteur à l’entrée”. Ces petites entreprises apparaissent en grand nombre, sur les cinq continents, durant les années 1980, grâce à la déréglementation, et dans les années 1990, grâce à la forte croissance économique mondiale.
En Afrique, les entreprises minières juniors, souvent d'origine canadienne, ont pour particularités d'opérer dans des secteurs à risques élevés et des zones de conflit, où il est difficile et compliqué d'extraire les métaux les plus répandus, comme le cuivre et le cobalt en particulier en République démocratique du Congo, où la multiplication des contrats signés à la fin des années 1990 avec des gouvernements a déclenché la méfiance. 
La conjoncture financière leur fut particulièrement favorable en 1996 et 1997, l'année de l'arrivée des sociétés minières juniors canadiennes en République démocratique du Congo. L'Afrique représente alors des budgets d'exploration minière de 900 millions de dollars par an, soit 16 % du total mondial, dont le tiers par des sociétés canadiennes.
Plus généralement, vers la fin de l'année 1997, les compagnies cotées sur Bourses canadiennes détenaient des actions dans plus de 8000 propriétés minières localisées dans plus de 100 pays.
La  Bourse de Vancouver a longtemps été la capitale mondiale des sociétés minières junior mais elle a souffert à la fin des années 1990 de la mauvaise publicité suscitée par l'affaire de la mine d'or de Bre-X Busang, une spéculation tellement effrénée que la société indonésienne fut valorisée 20 milliards de dollars sans avoir encore extrait un seul gramme d'or et ne contenait en réalité aucun métal précieux. La plupart des entreprises sont ensuite allées se faire coter dans les années 2000 à la Bourse de Toronto, plus solide et mieux réputée.
Les titres miniers juniors sont souvent considérés comme des penny stocks, en raison de la forte volatilité de leurs cours et de l'aversion au risque qui en détourne bon nombre d'investisseurs, mais tous les penny stocks ne sont pas des titres miniers juniors.